# 대한민국의 국가재건최고회의 의장

국가재건최고회의 의장기

국가재건최고회의 의장(國家再建最高會議 議長)은 2공 시대 대한민국에서 1961년 5월 16일 당시에 5·16 혁명이 일어나면서 설치된 군사혁명위원회(軍事革命委員會)가 성립한지가 불과 2일 지난 후인 1961년 5월 18일 당시에 국가재건최고회의(國家再建最高會議)로 개편된 과도정부 임시기구단체의 의장(議長)을 뜻한다.

## 배경과 체제
대한민국에서는 지난 1960년에서부터 이듬해 1961년까지 윤보선(尹潽善) 대통령이 재임을 한 시점이자 그에 아울러 장면(張勉) 국무총리가 실권을 하였던 시기이기도 한 1961년 5월 16일 당시에 5·16 혁명이 일어나 1961년에서부터 1963년까지 어언 2년간의 시기를 박정희(朴正熙) 내각수반이 군사혁명위원회 부위원장과 국가재건최고회의 부의장을 거쳐 국가재건최고회의 의장과 내각수반 겸 대통령 권한대행이 될 시기까지 실권을 하였던 1963년까지 국가재건최고회의(國家再建最高會議)의 의장(議長) 직위는 모두 2명이 거쳐갔고 1963년 12월 16일 당시에 제2대 최고회의 의장 직함 체제를 끝으로 국가재건최고회의 의장 직위 체제가 전격 종결되었다.

## 군사혁명위원회(軍事革命委員會)

### 위원장(委員長)
- 초대 위원장: 장도영(張都暎) - (재임: 1961년 5월 16일 ~ 1961년 5월 18일) - 비서실장: 김용태(직무대리)

## 국가재건최고회의(國家再建最高會議)

### 의장(議長)
- 초대 의장: 장도영(張都暎) - (재임: 1961년 5월 18일 ~ 1961년 7월 3일) - 비서실장: 김용태(초대)
- 제2대 의장: 박정희(朴正熙) - (재임: 1961년 7월 3일 ~ 1963년 12월 16일)[1] - 비서실장: 윤필용(직무대리), 박태준(제2대), 김형욱(직무대리), 강기천(직무대리)

## 선거
1961년 7월 3일 장도영 의장이 사퇴서를 제출했으며, 재석의원 22명 전원 찬성으로 가결되었다. 이에 이석제 위원은 박정희 부의장을 제2대 의장으로 선출할 것을 건의하였다. 이에 찬반 투표를 실시한 결과 가 21표, 기권 1표로 박 부의장이 의장에 취임했다. 이로 인해 부의장직이 궐위되자 9월 2일 이주일 재정경제위원장이 후보로 지명, 재적위원 28명 중 재석 20명이 투표한 가운데 가 19표, 기권 1표로 당선되었다.

## 참고 관련 사안

### 2공 시절 대한민국 내각수반
대한민국의 내각수반(大韓民國의 內閣首班)은 대한민국 정부 2공 시대 당시 국무총리 직위가 특정 시국 사태 관련 유고 시에 국무총리 서리 또는 직무대행이 국무총리 자리를 대체하되 해당 국무총리 직위 명칭만 달리 통칭한 직위를 뜻한다.

#### 역대 대한민국 내각수반
- 장도영 : 내각수반 - 재임기간: 1961년 5월 20일 ~ 1961년 7월 3일
- 송요찬 : 내각수반 - 재임기간: 1961년 7월 3일 ~ 1962년 6월 15일
- 최덕신 : 외무부 장관 겸 내각수반 직무대행 - 재임기간: 1962년 6월 16일 ~ 1962년 6월 18일[2]
- 박정희 : 내각수반 - 1962년 6월 18일 ~ 1962년 7월 9일
- 김현철 : 내각수반 - 1962년 7월 10일 ~ 1963년 12월 16일

## 같이 보기
- 대한민국의 국가보위비상대책위원회 위원장